# سام هوتشينسون
سام هوتشينسون (بالإنجليزية: Sam Hutchinson)، من مواليد 3 أغسطس 1989 في سلوغ في إنجلترا، لاعب كرة قدم إنجليزي.
بدأ مسيرته الكروية مع نادي تشيلسي في عام 2006، وقد تعرض لعدة اصابات في الركبة أدت لاعتزاله اللعب نهائيا عام 2010.

## روابط خارجية
- سام هوتشينسون على موقع الاتحاد الأوربي (الإنجليزية)
- سام هوتشينسون على موقع قاعدة بيانات كرة القدم.إي يو (الإنجليزية)
- سام هوتشينسون على موقع Soccerbase.com (لاعب) (الإنجليزية)
- سام هوتشينسون على موقع Soccerway.com (الإنجليزية)
- سام هوتشينسون على موقع عالم كرة القدم.نت (الإنجليزية)
- سام هوتشينسون على موقع كووورة
- سام هوتشينسون على موقع AS.com (الإسبانية)